# Walton, Merseyside
Walton, tidigare känt som Walton-on-the-Hill, är ett område i norra Liverpool, i distriktet Liverpool, i grevskapet Merseyside, i England. Walton är beläget norr om Anfield och öster om Bootle och Orrell Park. Walton är en av de tidigaste bosättningsplatserna i Merseyside. Walton on the Hill var en civil parish fram till 1922 när blev den en del av Liverpool. Civil parish hade 83 290 invånare år 1921. Walton on the Hill var ett distrikt från 1894 till 1895. Byn nämndes i Domedagsboken (Domesday Book) år 1086, och kallades då Waletone.

## Personer från Walton
- Paul McCartney
- Heidi Range